# 入江仁之
入江仁之（いりえ ひろゆき Hiroyuki Irie、男性） は、経営コンサルタント 、経営者。
経済同友会 経済成長戦略委員会副委員長、国家試験 情報処理技術者試験 試験委員、シスコシステムズ米国本社マネージングディレクター、日本法人の専務執行役員を歴任。アイ&カンパニー・ジャパン 代表取締役社長。

## 来歴・人物
経営戦略から組織、業務、インターネットに渡る専門家として下記の経営コンサルティングを行っている。業界専門誌（ハーバード・ビジネス・レビュー、ロジビズ）などでその一端が紹介されている。
経営戦略においてはシスコシステムズ本社戦略部門であったIBSGマネージングディレクターとしてシスコのシステムロックイン戦略などを担当した。コンサルティングの事例ではOODAループに基づく組織改革、センスメイキングの導入、デジタル、ビッグデータ、IoT、アナリティクスの活用がある。「PDCA型の組織では生き残れない」(OODAループに基づく組織改革) は大きな反響をもたらした。また「不確実性」のテーマで紹介されている。
R＆D製品開発では自動車および製造業におけるR&D(製品開発)および生産技術プロセスのリードタイム削減、労働生産性向上 がある。産業機械製造業における受注開発生産据付一貫管理(ETO エンジニアトゥオーダ)システムはエンジニアリングとサプライチェーンにまたがった事例である。
IoT(モノのインターネット)そしてIoEのマーケット創造を主導している  。「インターネット」でも紹介されている。
またサプライチェーンの分野ではハイテク企業における設計調達統合コンポーネントサプライヤマネジメントCSM、デザインソーシングマネジメントDSMがある。「SCMのその先を読む」や「サプライチェーン設計」などをはじめとして紹介されている。
マーケティング分野では「ブランドマネジメント」などのテーマで紹介されている。
組織論では「グローバル組織」や「トランスナショナル企業」「パートナーシップ」がある。アウトソーシング領域では「3PL」と「 物流子会社」などで紹介された組織改革を行っている。
管理会計の領域では重要成功要因(CSF)に基づいた業績評価指標(KPI)による管理システム(バランススコアカード)とKPIによるベンチマーキングの実施 などがある。
公認会計士としてプライスウオーターハウス(現プライスウォーターハウスクーパース)に勤務後、経営コンサルティング事業に従事した。ベリングポイント(現プライスウォーターハウスクーパース)にてKPMGコンサルティングとアンダーセンビジネスコンサルティングとの統合を指揮し千名規模の事業を構築した。
シスコシステムズ本社マネージングディレクター兼IBSG日本統括にヘッドハンティングされ就任。シスコ本社の戦略を担当した。日本法人専務執行役員兼務。GE(ゼネラル・エレクトリック)から独立した経営コンサルティングファームでアジアパシフィック統括責任者 および 日本法人の代表取締役社長として組織の統合の指揮をした。
ボランティア活動としては、公立小学校の名門 港区立青南小学校のPTA会長、国家試験 情報処理技術者試験 試験委員などを務めている。

## 主な著書および論文

### 著書
著書には以下のものがある。
- 「サプライチェーン 理論と戦略」共著 (ダイヤモンド社(1998/12)) ISBN 4478372616
- 「市場をリードする業務優位性戦略：実践サプライチェーン」（ダイヤモンド社 (1999/07)）ISBN 4478372713
- 「顧客の役割を重視するデマンドチェーンマネジメント」（ダイヤモンド社 (1999/10)） ISBN 4478372721
- 「ブラーの時代 ：e コマースの新経営戦略」（ピアソン(1999/09)）ISBN 4894716135
- 「インターネット資本論」（富士通経営研修所 ）ISBN 4894590573 [26] [27]
- 「システム監査論」 青山監査法人 共著　（日本生産本部）ISBN 9784820115410
- 「リエンジニアリング実践ノウハウ集」共著（社団法人日本能率協会）ISBN 978-4-8207-3092-7
- 「すぐ決まる組織のつくり方 ー OODAマネジメント」（フォレスト出版 (2018/11)）ISBN 4866800097
- 「OODAループ思考[入門] 日本人のための世界最速思考マニュアル」（ダイヤモンド社/2019/09）ISBN 9784478106624

### 論文
主な論文には以下のものがある。
- 「サプライチェーン戦略 - 過剰生産と機会損失を招かない業務プロセスへの改革　事例研究１　製品ライフサイクルの短縮化に翻弄される情報家電メーカー」ハーバードビジネスレビュー
- 「コネクティド・サプライチェーン 」(経営を動かす21世紀のIT戦略) / ハーバードビジネスレビュー[28]
- 「ワークスタイル改革 - 生産性向上および組織能力強化のための 実証された方法論」シスコ ホワイトペーパー
- 「ロジスティクス情報システム講座」全19編 /流通設計[29]
- 「サプライチェーン経営と情報システム」/経営システム 日本経営工学会[30]
- 「現場力やPDCAでは解決しない─業務改革「PMQIR方法論」/ロジビズ[31]